# Chile Pepper Institute
Das Chile Pepper Institute Center for Chile Education (kurz Chile Pepper Institute) ist ein an der New Mexico State University (NMSU) in Las Cruces angesiedeltes Forschungsinstitut. Es wurde 1992 gegründet und widmet sich in Lehre, Forschung und Wissensarchivierung der Pflanzengattung Paprika (Capsicum); insbesondere der scharfen Abart Capsicum chinense.
Das Institut ist dem „College of Agriculture and Home Economics“ untergeordnet und wird von Paul Bosland geleitet.
Die Züchtung von Paprikasorten wurde bereits seit 1888 an der NMSU betrieben, zunächst unter Leitung von Fabian Garcia. 1913 züchtete er mit der Sorte „New Mexico No. 9“ die erste eigene Sorte der NMSU, die gültige Veröffentlichung der Beschreibung der Sorte erfolgte jedoch erst 1921. Sie gilt als Grundlage aller heute verfügbaren Chilisorten des Typs „New Mexican Chili“.
Eine Untersuchung unter Chili-anbauenden Farmern in New Mexico aus dem Jahr 1998 ergab, dass etwa 50 % der Chili-Anbaufläche des Bundesstaates mit Sorten, die an der NMSU gezüchtet worden waren, bepflanzt war.

## Auszeichnungen und Preise
Die 1975 vorgestellte Chilisorte 'NuMex Big Jim' wurde mit einer bestätigten Länge von 13,5 Zoll (ca. 34,5 cm) als längste Chili der Welt ins Guinness-Buch der Rekorde eingetragen. Für die Züchtung der komplett schärfefreien Jalapeño-Sorte 'NuMex Primavera' erhielt der Leiter des Instituts Paul Bosland 1999 den Ig-Nobelpreis. 